# 朋弟
朋弟（1907年—1983年），原名馮棣，又名馮止堂，生於四川成都，祖籍北京通縣。民国时期中國漫畫家，曾創作《老夫子》、《阿麼林》、《老白薯》、《發財還家》、《上海現形記》等漫畫。

## 生平
光绪三十三年（1907年）朋弟出生于四川成都，自小家境殷实。大学时考入国立成都师范大学艺术系。1930年又到上海美术专科学校學習西画，毕业后相繼做過教師、編輯等。1935年至 1937年創作了第一個連續漫畫人物「馬方人」；1937年至1943年創作的漫畫人物「老夫子」、「老白薯」、「阿摩林（吳語上海方言，意為傻瓜）」等在京津一帶的報刊上大量刊登。
1949年，中華人民共和國建立。1957年朋弟發表了最後的漫畫作品《「老白薯」出土》。在反右運動期間，被劃為右派，此後被禁止進行漫畫創作。在文革期間受到迫害，1983年去世。
據朋弟的女弟子蕭英華介紹，抗戰期間曾為美術編輯的朋弟從北平遷到天津，用馮棣的諧音朋弟作筆名。上世紀三四十年代的中國漫畫界，如果說在南方、在上海，影響最大的人物是張樂平的「三毛」和葉淺予的「王先生和小陳」，而在北方、京津一帶首屈一指的人物則是朋弟先生的「老夫子」和「老白薯」。

## 剽竊爭論
很早之前，早有不少中國大陸畫家和讀者揭發《老夫子》的原創其實是朋弟，質疑王澤先生有剽竊之嫌，但一直也沒有受到廣泛的關注。直至2002年，一位文化名人馮驥才先生出版了一本名為《文化發掘老夫子出土──為朋弟抱打不平》的書，指證王澤的《老夫子》是抄襲自中國已故漫畫家朋弟的《老夫子》，自此受到社會廣泛關注。

## 外部連結
- 誰是《老夫子》的原創者？（爭鳴錄） （页面存档备份，存于）
- 朋弟的“老夫子”與王澤的“老夫子” （页面存档备份，存于）
- 圖：誰是真正的“老夫子”
- 剽竊《老夫子》長達四十年 馮驥才為朋弟伸冤
- “老夫子”也要上法庭（附有圖表比較朋弟與王澤的老夫子）[永久]
- 馮驥才寫書為朋弟說話　王澤反應低調 （页面存档备份，存于）